# Marshalltown
Marshalltown er en amerikansk by og administrativt centrum for det amerikanske county Marshall County i staten Iowa. I 2000 havde byen et indbyggertal på 26.009.
42°2′30″N 92°54′52″V / 42.04167°N 92.91444°V